# Gardeshīnān
Gardeshīnān (persiska: گردشینان) är en ort i Iran.   Den ligger i provinsen Västazarbaijan, i den nordvästra delen av landet, 500 km väster om huvudstaden Teheran. Gardeshīnān ligger 1 614 meter över havet och antalet invånare är 150.
Terrängen runt Gardeshīnān är lite bergig.Runt Gardeshīnān är det ganska tätbefolkat, med 80 invånare per kvadratkilometer. Närmaste större samhälle är Bīkūs, 11,4 km väster om Gardeshīnān. Trakten runt Gardeshīnān består till största delen av jordbruksmark.